# Elephantomyia alticola
Elephantomyia alticola är en tvåvingeart som beskrevs av Alexander 1925. Elephantomyia alticola ingår i släktet Elephantomyia och familjen småharkrankar. Inga underarter finns listade i Catalogue of Life.